# Vertrag mit meinem Killer
Vertrag mit meinem Killer ist ein in London gedrehter Spielfilm des finnischen Regisseurs Aki Kaurismäki aus dem Jahr 1990. Die Idee des Drehbuchs basiert auf Jules Vernes Roman Die Leiden eines Chinesen in China.

## Handlung
Der in England lebende Franzose Henri Boulanger wird als Angestellter der Londoner Wasserwerke nach 15 Jahren entlassen. Er sieht für sich keinen anderen Ausweg, als seinem Leben ein Ende zu setzen. Seine Versuche in dieser Richtung scheitern jedoch kläglich. Weil er sich zudem für zu feige hält, kontaktiert er über eine abgelegene Bar schließlich einen Profikiller, der ihn für 1000 Pfund möglichst bald umbringen soll. Er hinterlässt seine Adresse.
Als er dann aber einer spontanen Eingebung folgt und zum ersten Mal in seinem Leben Whisky trinkt, verliebt er sich in die Blumenverkäuferin Margaret. Und da das Leben nun wieder einen Sinn bekommen hat, will er dies über die Bar rasch seinem „Mörder“ mitteilen. Doch diese wurde abgerissen. Der Killer ist unauffindbar, so dass er und Margaret sich verstecken müssen. Zu allem Überfluss wird er auch noch Zeuge eines Raubmords und aufgrund der Bilder der Überwachungskamera verdächtigt, die Tat begangen zu haben.
Dem Killer gelingt es mehrfach, Boulanger aufzuspüren. Schließlich kann er ihn in die Enge treiben. Als sie sich Auge in Auge gegenüberstehen, erschießt sich der schwer an Lungenkrebs erkrankte Auftragsmörder, der laut seinem Arzt noch etwa zwei Monate zu leben gehabt hätte, schließlich selbst.
Margaret hat unterdessen Bahnfahrkarten nach Frankreich besorgt. Sie ginge mit ihm aber auch bis ans Ende der Welt, denn: „Die Arbeiterklasse hat kein Vaterland“. (… wie sie beiläufig aus dem Kommunistischen Manifest von Karl Marx zitiert).

## Hintergrund
Jules Vernes Roman Die Leiden eines Chinesen in China war zuvor bereits zweimal verfilmt worden: 1931 von Robert Siodmak als Der Mann, der seinen Mörder sucht  mit Heinz Rühmann und 1965 von Philippe de Broca unter dem Titel Die tollen Abenteuer des Monsieur L. mit Jean-Paul Belmondo in der Hauptrolle.
Der Dialogsatz „Die Arbeiterklasse hat kein Vaterland“ ist ein nicht ganz wörtliches Zitat aus dem Kommunistischen Manifest von Karl Marx und Friedrich Engels  („Die Arbeiter haben kein Vaterland“).

## Kritiken
Prisma bezeichnete Vertrag mit meinem Killer als den „besten Film von Aki Kaurismäki“. Das Lexikon des internationalen Films bewertete den Film als „beeindruckend durch die Knappheit des filmischen Ausdrucks und die Einbindung der Farben in die Dramaturgie“.
Urs Jenny schrieb im Spiegel: „Was Kaurismäki an Stilisierung durch Farbe und Musik wagt, hat Wirkung, weil es nicht Künstlichkeit, sondern pure Banalität schafft. Außer den Menschen und den Himmeln gibt es in diesem Film nichts Schönes zu sehen, und manchmal ist es, als würde die Kamera selber für einen Moment die Augen schließen.“

## Auszeichnungen
Für seine Kameraarbeit wurde Timo Salminen 1991 mit Finnlands nationalem Filmpreis, dem Jussi, ausgezeichnet.